# تعليم الكيمياء
تعليم الكيمياء هو دراسة عملية تدريس وتعلم الكيمياء. إنها مجموعة فرعية من تعليم العلوم والتكنولوجيا والهندسة والرياضيات (STEM) أو أبحاث التعليم القائم على الانضباط (DBER). تشمل موضوعات تعليم الكيمياء فهم كيفية تعلم الطلاب للكيمياء وتحديد الطرق الأكثر فعالية لتدريس الكيمياء. هناك حاجة مستمرة لتحسين مناهج الكيمياء ونتائج التعلم بناءً على نتائج أبحاث تعليم الكيمياء (CER). يمكن تحسين تعليم الكيمياء من خلال تغيير طرائق التدريس وتوفير التدريب المناسب لمدرسي الكيمياء، من خلال العديد من الأساليب، بما في ذلك المحاضرات الصفية، والعروض التوضيحية، والأنشطة المعملية.

## الأهمية
يعد تعليم الكيمياء مهمًا لأن مجال الكيمياء أساسي لعالمنا. يخضع الكون لقوانين الكيمياء، بينما يعتمد الإنسان على سير التفاعلات الكيميائية داخل أجسامه بشكل منظم. توصف الكيمياء بأنها العلم المركزي، فهي تربط العلوم الفيزيائية بعلوم الحياة والعلوم التطبيقية. للكيمياء تطبيقات في الغذاء والطب والصناعة والبيئة ومجالات أخرى. يتيح تعلم الكيمياء للطلاب التعرف على المنهج العلمي واكتساب مهارات في التفكير النقدي والتفكير الاستنتاجي وحل المشكلات والتواصل. يمكن لتدريس الكيمياء للطلاب في سن مبكرة أن يزيد من اهتمام الطلاب بمهن العلوم والتكنولوجيا والهندسة والرياضيات. توفر الكيمياء أيضًا للطلاب العديد من المهارات القابلة للتحويل والتي يمكن تطبيقها على أي مهنة.

## إستراتيجيات التدريس
الطريقة الأكثر شيوعًا لتدريس الكيمياء هي المحاضرة التي تحتوي على عنصر معملي. أصبحت المقررات المعملية جزءًا أساسيًا من مناهج الكيمياء في نهاية القرن التاسع عشر. ويلعب العالم الألماني يوستوس فون ليبيغ دورًا رئيسيًا في تحويل نموذج المحاضرة مع العروض التوضيحية إلى نموذج يتضمن مكونًا مختبريًا. كان ليبيغ من أوائل الكيميائيين الذين أجروا مختبرًا، وانتشرت منهجيته على نطاق واسع في الولايات المتحدة بفضل جهود إيبن هورسفورد وتشارلز ويليام ألين. بعد العمل في مختبر ليبيغ، عاد هورسفورد إلى الولايات المتحدة وساعد في إنشاء مدرسة لورانس العلمية في جامعة هارفارد. تم تصميم المدرسة على غرار منهجية ليبيغ وأنشأت أول دورة تدريبية في مختبر الكيمياء. وبعد ذلك بعامين، بدأ تشارلز ويليام ألين بالتطوع في المختبر. نمت اهتمامات ألين بالمختبر، وتولى مسئوليته في النهاية. تم انتخاب ألين لاحقًا رئيسًا لجامعة هارفارد في عام 1869. كما لعب ألين أيضًا أدوارًا قوية أخرى في التعليم، مما سمح له بالتأثير على التبني الواسع النطاق للطرق المخبرية. اليوم، تطلب الجمعية الكيميائية الأمريكية للتدريب المهني من الطلاب اكتساب 400 ساعة من الخبرة المعملية، خارج نطاق الكيمياء التمهيدية، للحصول على درجة البكالوريوس. وبالمثل، تطلب الجمعية الملكية للكيمياء من الطلاب اكتساب 300 ساعة من الخبرة المعملية للحصول على درجة البكالوريوس.
ومع ذلك، منذ القرن الحادي والعشرين، أصبح دور المقررات المعملية في مناهج الكيمياء موضع تساؤل في المجلات الكبرى. الحجة الرئيسية ضد الدورات المختبرية هي أن هناك القليل من الأدلة على تأثيرها على تعلم الطلاب. يطرح الباحثون أسئلة مثل "لماذا يوجد عمل مختبري في المنهج الدراسي؟ ما هو الشيء المميز في العمل المختبري الذي لا يمكن تحقيقه في أي مكان آخر في المنهج الدراسي؟" ويطالب الباحثون أدلة على أن استثمار المكان والوقت والموارد في مختبرات الكيمياء توفر قيمة لتعلم الطلاب.

## المجلات الأكاديمية في تعليم الكيمياء
تَنشر العديد من المجلات الأبحاث المتعلقة بتعليم الكيمياء. تركز بعض المجلات على مستويات تعليمية معينة (المدارس مقابل الجامعات) بينما تغطي مجلات أخرى جميع المستويات التعليمية. تتراوح مقالات المجلات من تقارير عن الممارسات الصفية والمختبرية إلى البحوث التعليمية.
- المجلة الأسترالية للتعليم في الكيمياء: نشرها المعهد الكيميائي الملكي الأسترالي. يغطي كلا من التعليم المدرسي والجامعي.
- مجلة التعليم الكيميائي (CEJ): تغطي كافة مجالات التعليم الكيميائي.[11][12]
- أبحاث وممارسات تعليم الكيمياء (CERP): نشرتها الجمعية الملكية للكيمياء (RSC). تنشر وجهات النظر النظرية، ومراجعات الأدبيات، والأوراق التجريبية، بما في ذلك التقييمات المنهجية للممارسات المبتكرة.[13]
- التعليم في الكيمياء (EiC): نشرتها الجمعية الملكية للكيمياء. تغطي جميع مجالات التعليم الكيميائي.
- أسس الكيمياء (FOCH): نشرتها شبرينغر. تغطي الجوانب الفلسفية والتاريخية للتعليم الكيميائي.
- مجلة التعليم الكيميائي: نشرها قسم التعليم الكيميائي في الجمعية الكيميائية الأمريكية. تغطي كلا من التعليم المدرسي والجامعي.
- المعلم الكيميائي: نشرت من قبل شبرينغر-فيرلاغ في الفترة من 1996 إلى 2002. وتغطي جميع مجالات التعليم الكيميائي.

يتم أيضًا نشر الأبحاث المتعلقة بتعليم الكيمياء في المجلات المتخصصة في مجال تعليم العلوم على نطاق أوسع.

## وصلات خارجية
- كيفية تعلم الكيمياء، من ويكي هاو. (بالعربية)